# Torneig de Wimbledon 2022

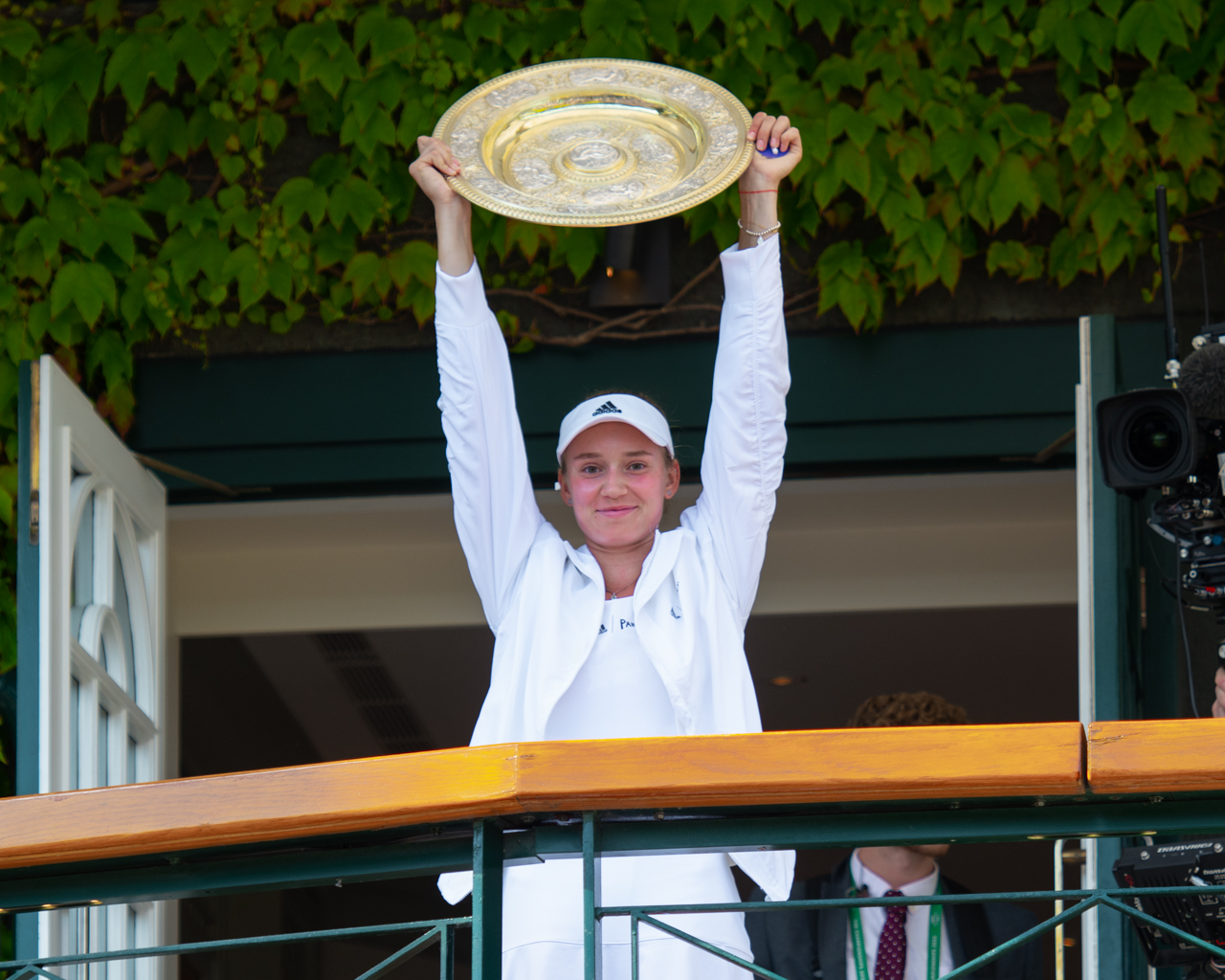
Fotografia de Ielena Ribàkina, guanyadora de la prova individual femenina.

El Torneig de Wimbledon 2022, conegut oficialment com a Wimbledon Championships 2022, és una competició de tennis masculina i femenina disputada sobre gespa que pertany a la categoria de Grand Slam. La 135a edició del torneig es va celebrar entre el 27 de juny i el 10 de juliol de 2022 al All England Lawn Tennis and Croquet Club de Londres, Anglaterra.
Aquest any, l'All England Lawn Tennis and Croquet Club (AELTC) va prohibir als tennistes russos i belarussos competir en el torneig a causa de la invasió russa d'Ucraïna de 2022, seguint les indicacions del govern britànic per tots els torneigs disputats al Regne Unit. Com a reacció, la WTA, l'ATP i la ITF van retirar els punts del rànquing del torneig i van multar l'AELTC.

## Resum
- El serbi Novak Đoković va encadenar el quart títol consecutiu, i setè del seu palmarès, a Wimbledon. Amb aquest títol va empatar amb Pete Sampras i es va situar a un títol dels vuit aconseguits per Roger Federer en aquest torneig. Paral·lelament, també va guanyar el 21è títol de Grand Slam individual i es tornar a situar a només un de Rafael Nadal en la classificació de més títols de Grand Slam individuals masculins. En la final va superar l'australià Nick Kyrgios, que disputava la primera final de Grand Slam individual.[2]

- La kazakh Ielena Ribàkina va guanyar el primer títol de Grand Slam del seu palmarès després de superar la tunisenca Ons Jabeur en la primera final de Grand Slam que disputaven ambdues. Ribàkina va guanyar el tercer títol individual del seu palmarès i va esdevenir la primera tennista d'aquest país en guanyar un títol de Grand Slam. En una edició on es van vetar els tennista russos i belarussos, paradoxalment va guanyar una tennista nascuda a Moscou que es va nacionalitzar kazakh l'any 2018.[3]

- La parella australiana formada per Matthew Ebden i Max Purcell van guanyar el primer títol de Grand Slam del seu palmarès i tot just el segon títol que guanyaven junts. En la final va derrotar els croats Nikola Mektić i Mate Pavić, defensors del títol.[4]

- La parella formada per les txeques Barbora Krejčíková i Kateřina Siniaková van guanyar el seu segon títol a Wimbledon després de l'aconseguit l'any 2018, i el segon Grand Slam de la temporada. Tant per Krejčíková com per Siniaková fou el cinquè títol de Grand Slam en dobles femenins, de fet els van aconseguir juntes, però per Krejčíková era el novè en total.[5]

- La parella formada per l'estatunidenca Desirae Krawczyk i el britànic Neal Skupski eren els defensors del títol i el van reeditar amb èxit. Per Krawczyk era el quart títol de Grand Slam en la prova de dobles mixts mentre que per Skupski fou el segon.[6][7]

## Campions/es

### Elit
| Categoria          | Campions/es                           | Finalistes                    | Resultat                         |
| ------------------ | ------------------------------------- | ----------------------------- | -------------------------------- |
| Individual masculí | Novak Đoković                         | Nick Kyrgios                  | 4−6, 6−3, 6−4, 7−6(3)            |
| Individual femení  | Ielena Ribàkina                       | Ons Jabeur                    | 3−6, 6−2, 6−2                    |
| Dobles masculins   | Matthew Ebden Max Purcell             | Nikola Mektić Mate Pavić      | 7−6(5), 6−7(3), 4−6, 6−4, 7−6(2) |
| Dobles femenins    | Barbora Krejčíková Kateřina Siniaková | Elise Mertens Zhang Shuai     | 6−2, 6−4                         |
| Dobles mixts       | Desirae Krawczyk Neal Skupski         | Samantha Stosur Matthew Ebden | 6−4, 6−3                         |

### Júniors
| Categoria          | Campions/es                        | Finalistes                   | Resultat         |
| ------------------ | ---------------------------------- | ---------------------------- | ---------------- |
| Individual masculí | Mili Poljičak                      | Michael Zheng                | 7−6(2), 7−6(3)   |
| Individual femení  | Liv Hovde                          | Luca Udvardy                 | 6−3, 6−4         |
| Dobles masculins   | Sebastian Gorzny Alex Michelsen    | Gabriel Debru Paul Inchauspé | 7−6(5), 6−3      |
| Dobles femenins    | Rose Marie Nijkamp Angella Okutoyi | Kayla Cross Victoria Mboko   | 3−6, 6−4, [11−9] |

## Distribució de premis
El premi total del Campionat de Wimbledon per al 2022 ascendeix a la xifra rècord de 40.350.000 lliures esterlines, fet que suposa un augment del 15,23% respecte al 2021 i del 6,18% enfront del 2019, any en què es va disputar per darrera vegada amb l'aforament complet.
| Esdeveniment | G         | F         | SF      | QF      | Ronda de 16 | Ronda de 32 | Ronda de 64 | Ronda de 128 | Q3     | Q2     | Q1     |
| Individuals  | 2.000.000 | 1.050.000 | 535.000 | 310.000 | 190.000     | 120.000     | 78.000      | 50.000       | 32.000 | 19.000 | 11.000 |
| Dobles       | 540.000   | 270.000   | 135.000 | 67.000  | 33.000      | 20.000      | 12.500      | −            | −      | −      | −      |
| Dobles mixts | 124.000   | 62.000    | 31.000  | 16.000  | 7.500       | 3.750       | −           | −            | −      | −      | −      |

- Els premis són en lliures esterlines.
- Els premis de dobles són per equip.